# Dasyhelea saprophila
Dasyhelea saprophila är en tvåvingeart som beskrevs av Jean-Jacques Kieffer 1925. Dasyhelea saprophila ingår i släktet Dasyhelea och familjen svidknott.
Artens utbredningsområde är Tyskland. Inga underarter finns listade i Catalogue of Life.